# José Sanjurjo y Rodríguez de Arias
José Sanjurjo y Rodríguez de Arias (Cádiz, 14 de octubre de 1874-Begas, 3 de noviembre de 1938) fue un militar español que desarrolló la mayor parte de su carrera militar en la Guardia Civil, alcanzando el grado de general de brigada poco antes del estallido de la guerra civil española (1936-1939). El 18 de julio de 1936, a pesar de sus ideas políticas y creencias religiosas, permaneció leal al gobierno republicano. Debido a ello, y a sus incesantes gestiones en los primeros momentos de la rebelión militar, se debe en no poca medida que un buen número de unidades de la Guardia Civil se mantuvieran fieles a la República. Durante la contienda, ejerció el cargo de inspector general de la Benemérita en el bando republicano (primero renombrada como Guardia Nacional Republicana, y luego integrada en el Cuerpo de Seguridad Interior).

## Biografía

### Antecedentes personales
Nació en Cádiz el 14 de octubre de 1874, en el seno de una familia de ascendencia militar. Contrajo matrimonio con María del Rosario de Acuña y Armijo en 1897, con quien tuvo cinco hijos, y de la que enviudó en 1937. Tanto él como su familia profesaban la religión católica y simpatizaban con las ideas conservadoras.

### Carrera militar
En 1892, a la edad de diecisiete años, ingresó en la Academia General Militar, pasando posteriormente a la Academia de Caballería (1893.1894) y más tarde a la Academia de Infantería (1894-1895). Posteriormente, y por apenas unos meses, se integrará en el Regimiento de Infantería de Saboya n.º 6 (1895), alcanzando el grado de segundo teniente de infantería por promoción. Ese año ingresó en la Guardia Civil con el grado de segundo teniente. Durante los siguientes años, es destinado a distintas regiones de la geografía española (Comandancias de Madrid, Norte, Burgos)
En 1901, es felicitado por sus mandos con motivo de "el celo y efectividad que desplegó en el descubrimiento del autor de una estafa de 20.600 francos realizada por el procedimiento del entierro al súbdito alemán Señor Leoblich". Ese mismo año será ascendido a primer teniente del cuerpo.
En 1902, es felicitado por el inspector general del cuerpo por el "celo exquisito, disciplina y buen comportamiento observado en el servicio que con motivo de la Jura de S.M. el Rey D. Alfonso XIII (q.D.g.) prestó el Tercio durante las fiestas reales".
En 1903 le fue concedida la medalla de Medalla de Alfonso XIII.
En 1905 se le agradece oficialmente "el heroísmo y esfuerzo con que auxilió los trabajos de salvamento en la terrible catástrofe en las obras del tercer depósito de agua del Canal de Lozoya", suceso que conmocionó a la sociedad madrileña de la época.
En 1908 le es concedida la Medalla Conmemorativa de los Sitios de Zaragoza.
En mayo de 1909 es ascendido a capitán de la Guardia Civil, por antigüedad, y posteriormente destinado a Córdoba. Posteriormente, en febrero de 1910, es destinado de la primera Compañía a la Comandancia de Málaga.
Entre 1913 y 1917, estará destinado a la Dirección General de la Guardia Civil. En febrero de 1917 fue promovido a comandante de la Guardia Civil, por antigüedad. En ese mismo año, será destinado fugaz y sucesivamente a las comandancias de Salamanca, Lugo y Pontevedra, antes de pasar a situación de excedente desde el 1 de agosto de 1917, prestando sus servicios en el Cuerpo de Seguridad de Madrid, hasta 1924. También en agosto de ese año 1917 recibe oficialmente las gracias por los servicios prestados "durante los sucesos provocados por agitadores profesionales que olvidando o desconociendo el interés supremo de la Patria turbaban el orden público poniendo en riesgo la vida nacional". En ese mismo año le será concedida la cruz de la Orden de San Hermenegildo.
En julio de 1920 asciende a teniente coronel, por antigüedad, si bien (y pese a estar integrado en comisión de servicios en el Cuerpo de Seguridad de Madrid) se decide que el ascenso le sea concedido en el cuerpo de la Guardia Civil. En 1924 seguirá integrado en el Cuerpo de Seguridad de Madrid, pero pasará a prestar servicios para la Dirección General de Seguridad.
En mayo de 1929 es ascendido a coronel de la Guardia Civil, por antigüedad. En julio de ese mismo año será nombrado subinspector del 12.º Tercio de la Guardia Civil, y posteriormente, en 1934, al 20.º Tercio. Desempeñó el cargo de vicepresidente del Consejo de Administración del Colegio de Hijos de Huérfanos de funcionarios de los cuerpos de vigilancia y seguridad hasta 1929. Ese mismo año fue propuesto para el mando de la subinspección del citado 12.º tercio. También consta su comisión, a partir de 1929, como juez togado para la instrucción de diversos procedimientos en el ámbito militar.

### Segunda República
El advenimiento de la II República Española acontece el 14 de abril de 1931. El cambio político motivó que, con fecha 22 de abril de 1931, se promulgase un decreto determinando que los militares manifestaran su fidelidad a la naciente república. Pocos días después, el 25 de abril, Sanjurjo firmó la propuesta de adhesión y fidelidad a la República.
Fue nombrado general de brigada de la Guardia Civil un mes y medio antes del estallido de la Guerra Civil. Inicialmente, se decide su destino como Jefe de la 2.ª Zona (Córdoba), pero debido al cambio de plaza del general Federico Santiago Iglesias de último momento, éste es nombrado para la jefatura de Córdoba, y Sanjurjo es nombrado para la vacante que deja Santiago como jefe de la 4.ª Zona (Madrid), convencido el Gobierno de Santiago Casares Quiroga de la lealtad de Sanjurjo a la República.

### Guerra Civil
Ante el golpe de Estado de julio de 1936, Sanjurjo permaneció leal al poder político legalmente constituido, y fiel a las instrucciones del general Sebastián Pozas, inspector general del Cuerpo. Conocidos los acontecimientos, se presentó en el Ministerio de Gobernación, desde donde actuó a fin de que la Guardia Civil se mantuviera fiel al gobierno, logrando cierto éxito.
Con el nombramiento del general Pozas como ministro de Gobernación pasó a desempeñar la Inspección General de la Guardia Civil, cuyo nombre fue cambiado a Guardia Nacional Republicana por el Gobierno, hasta el 19 de octubre de 1937, cuando quedó integrado al nuevo Cuerpo de Seguridad Interior bajo las órdenes de su inspector general, Emilio Torres Iglesias.
Conforme el gobierno republicano cambió de sede, fue trasladado primero a Valencia y posteriormente a Barcelona. Falleció a causa de una septicemia el 3 de noviembre de 1938 en el municipio barcelonés de Begas, donde está enterrado.